# کریستوف سفالینا
کریستوف سفالینا (به انگلیسی: Krzysztof Cwalina) (زادهٔ ۵ فوریهٔ ۱۹۷۱) شناگر اهل کشور لهستان است.